# Křídla vlasti Olomouc
Křídla vlasti Olomouc was een Tsjecho-Slowaakse voetbalclub uit de Moravische stad Olomouc. De club werd in 1952 opgericht en werd één jaar later al in de hoogste klasse van Tsjecho-Slowakije ingedeeld. Na twee seizoenen degradeerde de club. In 1975 werd de club verhuisd naar de stad Hradec Králové.

## Geschiedenis
Na de machtsovername van het communisme kwamen er ook in de voetbalsport enkele veranderingen. Zo werden er onder andere legersportclubs opgericht, de meest succesvolle daarvan is FK Dukla Praag. Ook buiten Praag werden er legerclubs opgericht en in 1952 richtte de luchtmacht in de stad Olomouc de club Křídla vlasti op, wat zoveel wil zeggen als vleugels van de heimat.
In 1953 werd het Tsjecho-Slowaakse voetbal gereorganiseerd en de club werd zonder sportieve prestaties in de hoogste klasse ingedeeld. Er namen veertien clubs deel, die enkel een heenronde speelden. Olomouc werd knap vierde achter ÚDA Praag, Spartak Praag Sokolova en CH Bratislava. De doelman van de club werd slechts zeven keer gepasseerd en daarmee had Olomouc de beste verdediging van de competitie. Bekende spelers uit deze tijd waren doelman Viliam Schrojf, verdediger Jiří Hledík en spits Tadeáš Kraus. Trainer was toen Rudolf Vytlačil, die later nog bondscoach zou worden van het Tsjecho-Slowaaks voetbalelftal.
Deze vierde plaats zou het beste resultaat in de clubgeschiedenis blijven. Van dan af aan ging het enkel nog bergaf voor de club. Vilém Lugr werd nu trainer en de club werd in 1954 voorlaatste, enkel Spartak Praag Stalingrad deed het slechter in de rangschikking. De club had wel evenveel punten als Tankista Praag, maar degradeerde vanwege een slechter doelsaldo.
Het volgende seizoen werd de club tweede, maar dit volstond niet voor een onmiddellijke terugkeer. Het volgende seizoen werd de naam in VTJ Dukla Olomouc veranderd en de club degradeerde naar de derde klasse. Nog twee keer, in 1959 en 1962 slaagde de club erin terug te keren naar de tweede klasse maar degradeerde telkens.
Begin jaren 70 kreeg de club het nog moeilijker en nadat het aantal clubs in de derde klasse verminderd werd degradeerde de club zelfs naar de vierde klasse. In 1975 werd de club opgeheven en de ploeg werd naar Hradec Králové verhuisd.

## Statistieken
|         | 1953 | 1954 | 1955 | 1956  | 57/58 | 58/59 | 59/60 | 60/61 | 61/62 | 62/63 | 63/64 | 64/65 | 65/66 | 66/67 | 67/68 | 68/69 | 69/70 | 70/71 | 71/72 | 72/73 | 73/74 | 74/75 |
| ------- | ---- | ---- | ---- | ----- | ----- | ----- | ----- | ----- | ----- | ----- | ----- | ----- | ----- | ----- | ----- | ----- | ----- | ----- | ----- | ----- | ----- | ----- |
| 1. Liga | 4    | 11   |      |       |       |       |       |       |       |       |       |       |       |       |       |       |       |       |       |       |       |       |
| 2. Liga |      |      | 2(2) | 11(2) |       |       | 14(2) |       |       | 13(3) |       |       |       |       |       |       |       |       |       |       |       |       |
| 3. Liga |      |      |      |       | 8(6)  | 1(6)  |       | 4(11) | 1(11) |       | 5(11) | 1(11) | 8(6)  | 11(6) | 11(6) | 2(6)  | 12(3) | 14(3) | 13(3) | 16(3) |       |       |
| 4. Liga |      |      |      |       |       |       |       |       |       |       |       |       |       |       |       |       |       |       |       |       |       |       |

Opm.: Tussen haakjes staat het aantal groepen die er in die klasse waren.
- 1. Liga:

| Liga                  | Plaats | Wed | W | G | N  | Saldo | Ptn |
| Přebor Republiky 1953 | 4.     | 13  | 7 | 3 | 3  | 17:7  | 17  |
| Přebor Republiky 1954 | 11.    | 22  | 6 | 5 | 11 | 23:26 | 17  |

## Naamsveranderingen
- 1952 – Opgericht als Křídla vlasti Olomouc
- 1956 – VTJ Dukla Olomouc (Vojenská tělovýchovná jednota Dukla Olomouc)
- 1971 – VTJ Olomouc (Vojenská tělovýchovná jednota Olomouc)
- 1975 – VTJ Letec Hradec Králové (Vojenská tělovýchovná jednota Letec Hradec Králové)